# Bădislava, Argeș
Bădislava este un sat în comuna Tigveni din județul Argeș, Muntenia, România.